# تصويت (سياسة)
التصويت هو الوسيلة المتبعة من قبل مجموعة من الناس في اجتماع أو دائرة انتخابية لإتخاذ قرار معين أو للتعبير عن رأيهم، والذي يحصل عادةً بعد نقاشات، مناظرات وحملات انتخابية. يسمح النظام الديموقراطي بانتخاب أشخاص يديرون المناصب العليا في البلد. يطلق على سكان المكان الذي يمثله مسؤول منتخب «المقيمون في الدائرة الانتخابية»، ويطلق على المقيمون الذي يدلون بأصواتهم لاختيار مرشحهم اسم «ناخبين». هنالك أنظمة مختلفة في جمع الأصوات.

## في السياسة
في الديموقراطية، يتم اختيار الحكومة عن طريق التصويت في انتخابات: الطريقة التي ينتخب فيها الناخبون، أي يختارون من بين مرشحون عديدون. في الديمقراطية النيابية التصويت هو الطريقة التي يختار فيها الناخبون من ينوب عنهم في الحكومة. في الديموقراطية المباشرة، التصويت هو الطريقة التي يقوم بها الناخبون باتخاذ قرارات بصورة مباشرة، بتحويل مشاريع القوانين إلى قوانين، إلخ.
التصويت هو تعبير رسمي بخصوص قبول أو رفض الفرد لاقتراح ما؛ قبول أو رفض أستفتاء ما؛ أو بخصوص مرشح معين، مجموعة من المرشحين، أو حزب سياسي. تستخدم العديد من الدول الاقتراع السري، وهي ممارسة تحول دون تخويف المقترعين وتحمي خصوصيتهم السياسية.
يحدث التصويت غالبًا في محطات اقتراع؛ وهو طوعي في بعض البلدان، إجباري في أخرى، كما في استراليا.

### النظم الانتخابية
تستخدم نظم الانتخاب المختلفة أنواع مختلفة من الأصوات. لا يتطلب نظام الأكثرية النسبية حصول الناخب على غالبية الأصوات، أو حتى أكثر من خمسون بالمئة من مجموع المصوتين. في نظام التصويت الذي يستخدم تصويتًا واحدًا لكل منافسة، وعندما يكون هنالك أكثر من مرشحَين اثنين، قد يملك الفائز أقل من خمسون بالمئة من الأصوات.
إحدى الظواهر المرافقة للتصويت الواحد لكل سباق هو تقسيم الأصوات، والذي يميل إلى انتخاب مرشحين لا يؤيدون الوسطية، ويميل إلى تكوين نظام مكون من حزبين. وهنالك نظام بديل للتصويت الواحد لكل سباق وهو تصويت القبول.
لفهم لماذا يميل نظام التصويت الواحد لكل سباق إلى تفضيل مرشحين أقل وسطية، تخيل تجربة مختبر بسيطة حيث يصوت طلاب في صف ما لرخامهم المفضل. إذا ما عُرِضت خمسة قطع من الرخام وتم وضعها محلًا للانتخاب، وإذا كان ثلاثة منها ذو لون أخضر، واحدة حمراء وواحدة زرقاء، سوف لن يفوز الرخام الأخضر إلا نادرًا بالانتخابات. السبب وراء ذلك هو ان قطع الرخام الثلاث ذات اللون الأخضر ستقسم أصوات هؤلاء الذين يفضلون اللون الأخضر. في حقيقة الأمر، طبقًا لهذا المبدأ، الطريقة الوحيدة التي سيفوز بها اللون الأخضر هي ما إذا كان ستون بالمئة من الناخبين يفضلون اللون الأخضر. إذا ما فضل نفس العدد من الأشخاص اللون الأحمر والأزرق والأخضر، أي أن يفصل 33 بالمئة من المصوتون اللون الأزرق، 33 بالمئة اللون الأحمر، و33 بالمئة اللون الأزرق، سيؤدي هذا إلى ان تحصل كل قطعة من الرخام على 11 بالمئة من الأصوات، مما يؤدي إلى وضع الرخام الأخضر في مأزق كبير. وإذا تمت التجربة على الألوان الأخرى، ستخسر الأغلبية في أغلب الأحيان. بعبارة أخرى، من منظور رياضي بحت، يميل نظام التصويت الواحد لكل سباق إلى تفضيل الفائز المختلف عن الأغلبية. إذا تم إعادة التجربة باستخدام تصويت القبول، حيث يتم تشجيع المصوتين على التصويت لأكبر عدد من المرشحين الذين يوافقون عليهم، في تلك الحالة سيكون الفائز أي قطعة من قطع الرخام الخمسة، لان الأشخاص الذين يفضلون الرخام الأخضر سيتمكنون من التصويت لكل قطعة من الرخام الأخضر.

### الاستفتاءات
في معظم الوقت، عندما يتم دعوة السكان إلى الإدلاء بأصواتهم، يسمى هذا انتخاب. ومن الممكن ان يصوت الناس في الاستفتاءات والمبادرات. منذ نهاية القرن الثامن عشر، تم أكثر من 500 استفتاء وطني في العالم؛ ومن ضمنها أكثر من 300 في سويسرا.

### التصويت العادل
من الممكن ان تؤدي النتائج في أفضل الحالات إلى التباس، وفي أسوءها إلى عنف وحرب أهلية، في حالة المنافسين السياسيين. تنتمي العديد من البدائل إلى عدم الاكتراث - لا يتم تقبلها أو رفضها. ان تجنب الخيارات التي يرفضها معظم الناس بشدة من الممكن ان يكون في بعض الأحيان بنفس أهمية قبولهم للاختيارات التي يفضلوها.

### التصويت السلبي
التصويت السلبي يسمح بتصويت يظهر رفض مرشح ما. لغرض التفسير، تخيل نظام تصويت افتراضي يستخدم التصويت السلبي. في هذا النظام، يتم السماح بصوت واحد، ويكون هذا الصوت اما مع المرشح أو ضده. كل صوت إيجابي يُضاف إلى المجموع الكلي للمرشح، في حين ان الصوت السلبي يقلل من أصواته بمقدار صوت واحد، ليصل في النهاية إلى صافي الأصوات. المرشح صاحب أعلى صافي أصوات في النهاية هو الفائز. لاحظ انه من الممكن لمرشح ان يحصل على أصوات سلبية فقط، بل من الممكن ان يتم انتخاب مرشح يملك 0 صوت إذا ما تم التصويت بأصوات سلبية كافية للمرشحون الآخرون.
طبقًا لهذا النظام، لا يختلف التصويت السلبي عن الإيجابي عندما يكون عدد المرشحون أثنان فقط. اما إذا كان عدد المرشحون 3 أو أكثر فان كل صوت سلبي لمرشح ما سيُحسب صوت إيجابي بالنسبة للمرشحون الآخرون.

### التصويت بالوكالة
التصويت بالوكالة هو نوع من التصويت يسمح للمواطن القادر على التصويت إمرار صوته لمصوت أو ناخب آخر بصورة شرعية.

### التصويت المضاد
في جنوب أفريقيا، هنالك وجود كبير لحملات التصويت المضاد من قبل المواطنين الفقراء. يقول المواطنون انه لا يوجد أي حزب سياسي يمثلهم بصورة حقيقية. على سبيل المثال، أدى هذا إلى حملة «لا أرض، لا منزل، لا تصويت» التي أصبحت بارزة للغاية في كل مرة تحصل فيها انتخابات.
قامت حركات اجتماعية أخرى في أجزاء مختلفة من العالم بحملات مشابهة لمقاطعة التصويت. ومن ضمنها جيش زاباتيستا للتحرير القومى والحركات اللاسلطوية الأخرى.

### التصويت والمعلومات
تسائل علم السياسة الحديث حول ما إذا كان المواطنون يملكون معلومات سياسية كافية ليدلون بصوت ذو معنى. أثبتت مجموعة من الدراسات تمت في جامعة مشيغان في خمسينات وستينات القرن الماضي ان المصوتين يفتقرون إلى أبسط فهم للمشاكل الحالية، البعد الإديولوجي المحافظ-الليبرالي، والمعضلات الايديولوجية المرتبطة.

## التجمعات واللقاءات
في أي وقت لا يوافق فيه مجموعة من الأشخاص حول ضرورة قرار ما، يصبح التصويت طريقة شائعة للغاية لحل النزاعات بصورة سلمية. غالبًا ما يتم حصر حق التصويت بمجموعة من الناس. من الممكن ان يصوت أعضاء من جمعية أو نادي، مساهمين في شركة ما، ولكن ليس أي غرباء، حول اختيار رئيسهم، أو تغيير قانون ما، بطريقة مماثلة لانتخاب الناس لمناصب رسمية. قد تتخذ لجنة من القضاة، سواء كانوا من السلطات القضائية الرسمية أو قضاة مخصصين لهذا الغرض، القرارات عن طريق التصويت. قد تقرر مجموعة من الأصدقاء أو العائلة ما الفلم الذي سيشاهدونه عن طريق التصويت. قد تتراوح طريقة التصويت من التقديم الرسمي للأصوات المكتوبة، من خلال رفع الأيادي، التصويت الصوتي أو أنظمة الاستجابة الجماهير، للإشارة بشكل غير رسمي إلى النتيجة التي يفضلها معظم الناس.

### أسس التصويت
طبقًا لقواعد روبرت للنظام، وهو دليل مستعمل بكثرة للعملية البرلمانية، ان اساس تحديد نتائج التصويت تتكون من عنصرين: (1) نسبة الأصوات المطلوبة ليتم تبني الاقتراح أو ليتم اختيار المرشح؛ و (2) مجموعة الأعضاء التي تنطبق عليها النسبة (على سبيل المثال، الأعضاء الموجودين والمصوتين، الأعضاء الموجودين، المقدار الكلي للأعضاء في المنظمة، الجمهور الانتخابي كله.)
من الممكن تحديد نتائج التصويت باستخدام الأغلبية، أو أعلى مقدار من الأصوات بين الخيارات.

## طرق التصويت المتداولة

### الطريقة المعتمدة على الورق

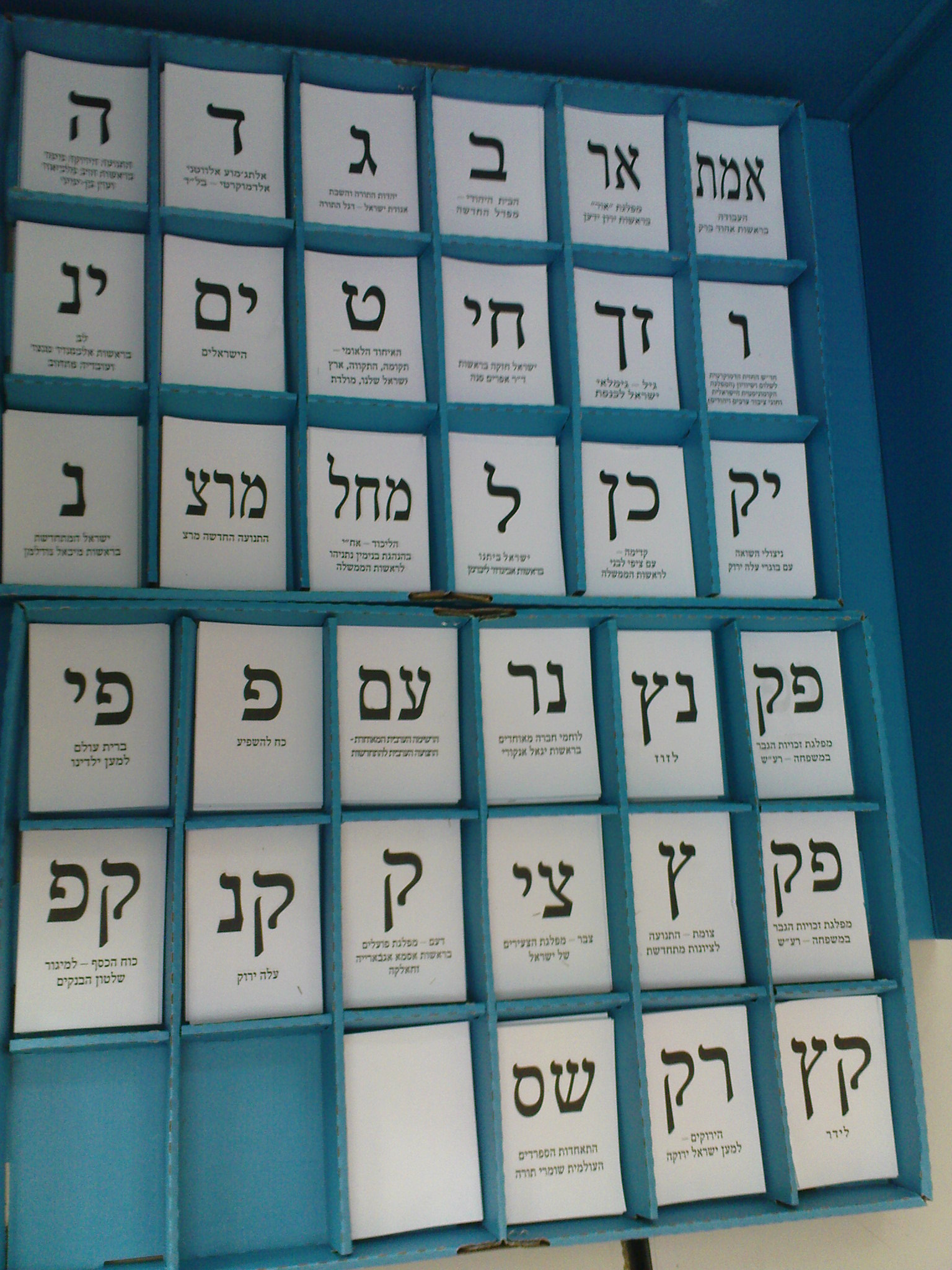
رسائل الاقتراع في اسرائيل

طريقة التصويت الأكثر شيوعًا هي عن طريق استخدام أوراق اقتراع التي يقوم المصوت بالإشارة من خلالها إلى المرشح الذي يفضله. من الممكن ان يتضمن هذا تحديد دعمهم لمرشح أو حزب مُدرج في القائمة، أو قد يكتبوا اسم المرشح إذا كان غير مُدرج على الورقة.
هنالك بديل لطريقة الورق وهو التصويت باستخدام رسائل الاقتراع، والذي يستخدم في اسرائيل، حيث تحتوي حجرة التصويت على علبة تحتوي على أوراق اقتراع خاصة بكل حزب. يتم إعطاء المصوتين ظرف، وفيه يضع المصوت ورقة الاقتراع الخاصة بالحزب الذي يود انتخابه، قبل وضعه لورقة الاقتراع في صندوق الاقتراع.

### التصويت الآلي
يستخدم التصويت الآلي آلات التصويت، والتي من الممكن ان تكون يدوية أو إلكترونية. في البرازيل، يدخل المصوتون رقم المرشح الذي يودون التصويت له وعندما تُعرض صورة المرشح على الشاشة يؤكد الناخب خياره.

### التصويت عبر الإنترنت
في بعض الدول، يسمح للأشخاص بالتصويت عن طريق الإنترنت. استونيا كانت من أولى الدول التي استخدمت التصويت عن طريق الإنترنت: تم استخدامه لأول مرة في الانتخابات المحلية لعام 2005.

### التصويت البريدي
تسمح العديد من الدول بالتصويت البريدي، حيث يتم إرسال ورقة اقتراع إلى الناخبين ويقوم الناخبون بإعادة ارسالها من جديد.

### التصويت المفتوح
على العكس من التصويت السري، يحدث التصويت المفتوح بصورة علنية وغالبًا ما يتم عن طريق إظهار الأيادي. مثال على ذلك هو نظام Landsgemeinde في سويسرا، والذي لا يزال طور الاستخدام في أقاليم مثل ابنزل انرهود، غلاروس وغريسونز.

### الطرق الأخرى
يتم التصويت في غامبيا باستخدام قطع الرخام، وهي طريقة أُدخلت عام 1965 بسبب الأمية. تحتوي محطات الاقتراع على اسطوانات معدنية مصبوغةً بألوان الأحزاب وشعارات تدل على المرشحين، حيث تلصق عليها صور. يعطى المرشحون قطع رخام ليتم وضعها في اسطوانة المرشح الذي يودون التصويت له، وعندما يتم وضع الصوت في الاسطوانة، يرن جرس ليشير إلى انحساب الصوت. ولتجنب الالتباس، تِمنع الدراجات من المرور بالقرب من محطات الاقتراع في يوم الانتخاب.

### شخصيًا
تُحمل بعض الأصوات بصورة شخصية إذا كان جميع الأشخاص المؤهلين للتصويت موجودين. من الممكن ان يتم ذلك عن طريق إظهار اليدين أو عن طريق التصويت باستخدام لوحة المفاتيح.

## وصلات خارجية
- الموقع الرسمي للجنة القضائية العليا للانتخابات في مصر